# Sven Hassel
Sven Hassel, danski veteran druge svetovne vojne in pisatelj, * 19. april 1917, Fredensborg, Danska, † 21. september 2012, Barcelona, Španija.

## Življenjepis
Sven Hassel naj bi se po lastnih besedah rodil kot Sven Pedersen, a naj bi kasneje prevzel materin dekliški priimek. Rodil naj bi se v mestu Frederiksborg v pokrajini Zealand na Danskem. Pri štirinajstih naj bi odšel delat na ladjo kot pomočnik, tam pa naj bi ostal vse do vstopa v vojsko, leta 1936 ali 1937. Pred veliko depresijo je »pobegnil« v Nemčijo, kjer je poskušal vstopiti v Wehrmacht. Po šestih mesecih zavračanj, ker ni bil Nemec, mu je končno uspelo vstopiti v sedmi konjeniški polk, pod pogojem, da postane »naturalizirani Nemec«. 
Kasneje je bil premeščen v drugo oklepno divizijo in je sodeloval pri invaziji na Poljsko. Po tej akciji je dezertiral, za kar je bil na vojnem sodišču obsojen na prisilno delo v delovnem taborišču. Po prestani kazni je bil dodeljen v kazensko enoto, sestavljeno iz »pogrešljivih« vojakov, zapornikov in disidentov. Tako je vojno preživel v kezenskih enotah drugega konjeniškega polka ter 11. in 27. tankovskem polku 6. divizije s katerimi se je boril na vseh frontah, razen v Severni Afriki. 
Skozi vojno je dosegel čin poročnika in bil odlikovan z železnim križcem druge in prve stopnje. Leta 1945 se je v Berlinu predal Rdeči armadi ter nekaj let preživel v različnih sovjetskih taboriščih za vojne ujetnike. Tam je lačel pisati svojo prvo knjigo spominov, Legija prekletih. Izpuščen je bil leta 1949. Po vrnitvi v Nemčijo, se je poskušal pridružiti Francoski tusjki legiji, vendar mu je to preprečila bodoča žena, Dorthe Jensen, s katero se je poročil leta 1951. Zaposlil se je v tovarni avtomobilov, žena pa ga je kmalu prepričala, da se je povsem posvetil pisanju spominov. 
Leta 1957 je doživel posttravmatski šok, ki je bil posledica izkušenj druge svetovne vojne, zaradi katerega je bil dve leti paraliziran. Po okrevanju se je lotil nadaljnjega pisanja in se preselil v Barcelono, kjer je živel do konca življenja.

## Kritike
Hassel je kmalu postal tarča skeptikov, med katerimi je najbolj vztrajen danski novinar Erik Haaest, ki se je temeljito lotil raziskovanja Hasslove preteklosti. Po njegovih besedah je Hassel v resnici Børge Villy Redsted Pedersen, danski nacist, ki je večino vojne preživel v kolaboracionističnih danskih enotah v okupirani Danski. Po njegovem prepričanju je Hassel dogodke, ki jih opisuje v knjigah izvedel iz pogovorov s pripadniki danskih enot Waffen-SS, ki so služili na vzhodni fronti. Trditve je podkrepil z nekaj dejstvi, ki jih je objavil v različnih virih. Med najbolj oprijemljivimi dejstvi je trditev Hassla, da je v bojih v nadaljevalni vojni na Finskem prejel visoko finsko odlikovanje, Mannerheimov križ, česar pa v uradnih finskih dokumentih ni mogoče potrditi. Hassel je po tem dogodku s svoje spletne strani umaknil to trditev, vse pa je vrglo veliko senco dvoma o avtentičnosti njegovih pričevanj.
Nadalje, trdi Haaest, je bilo Hasslu po vojni celo sojeno kot vsem ostalim pripadnikom Hilfspolizei (HIPO), vendar se je zaradi svojega govorniškega daru uspel izogniti smrtni kazni, ki jo je dobila večina pripadnikov te policije.
Zaradi nezanesljivosti Hasslovih zgodb, zgodovinarji njegovih pričevanj ne jemljejo kot verodostojen vir in njegova dela uvrščajo med leposlovje.